# Doto pygmaea
Doto pygmaea is een slakkensoort uit de familie van de Dotidae. De wetenschappelijke naam van de soort is voor het eerst geldig gepubliceerd in 1871 door Bergh.